# Papia de Envermeu
Papia de Envermeu, también llamada Poppa de Envermeu, fue la segunda esposa de Ricardo II, duque de Normandía.  
Papia pertenecía a la aristocracia local normanda como hija de Richeldis de Envermeu. Se casó con Ricardo II después de la muerte de su primera esposa, Judith de Bretaña en 1017. Fue la madre de Mauger, arzobispo de Ruan, y Guillermo de Talou. Está documentado que Papia hizo una donación a la catedral de Ruan junto con su madre.

## Herencia
- Mauger (h. 1019), arzobispo de Ruan.
- Guillermo (h. 1020/5), conde de Arques.